# Trabuco

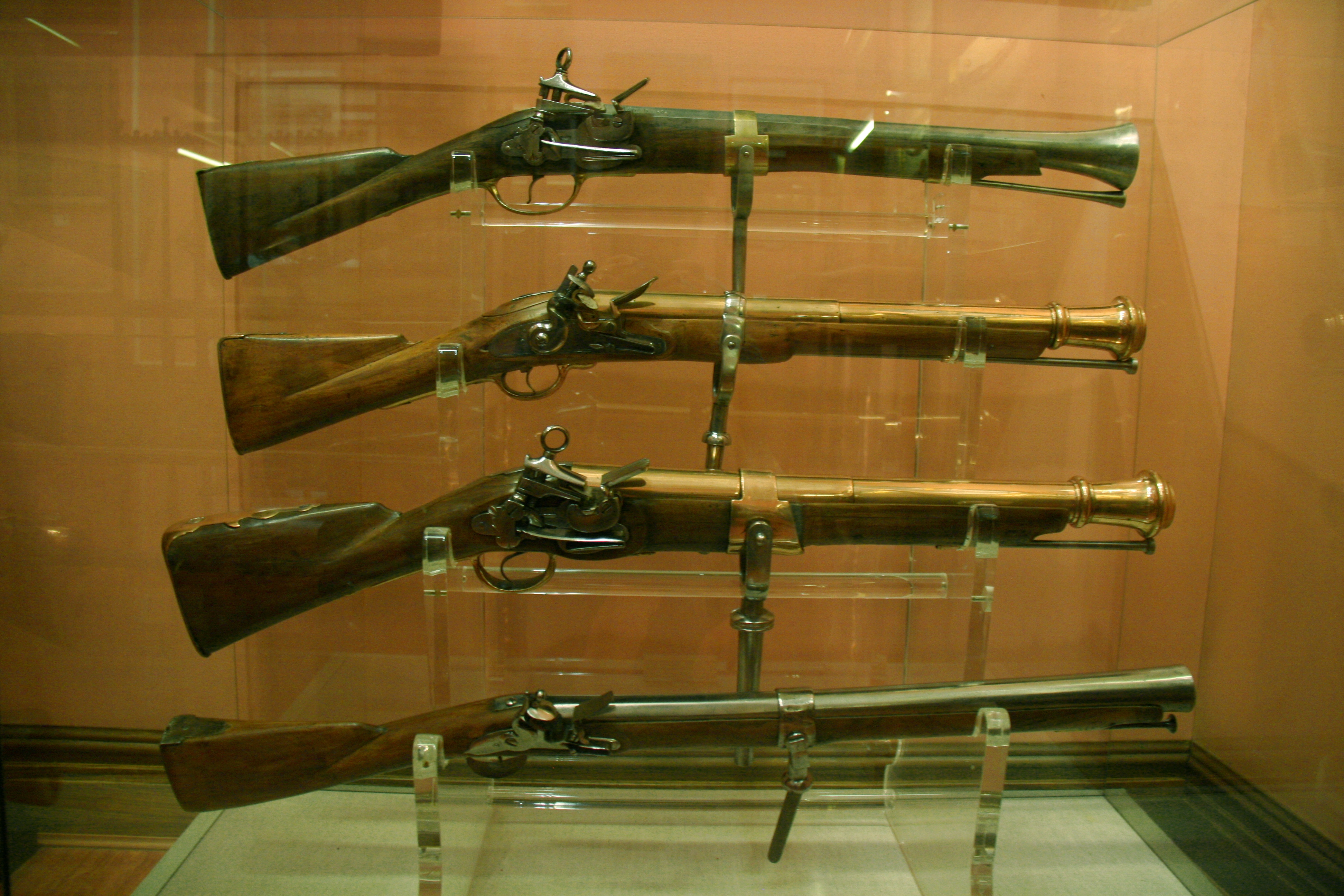
Trabucos de borda en el Museo Naval de Madrid.

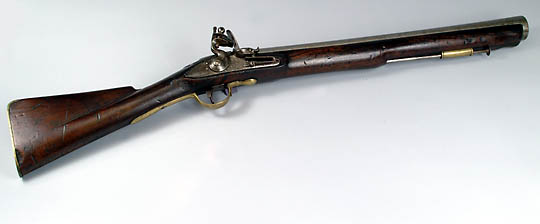
Trabuco de chispa inglés.

El trabuco es un arma de fuego de avancarga, de grueso calibre, con un cañón corto y usualmente acampanado. Es un predecesor de la escopeta, adaptado para servicio militar y defensivo.  El término dragón designa un trabuco recortado al tamaño de una pistola. Fue utilizado en el siglo XVIII.
Durante la Edad Media existió un arma de asedio, también llamada trabuco o, más frecuentemente, fundíbulo o trabuquete, es una clase de catapulta que no tiene nada que ver con el arma de fuego. Consistía básicamente en una enorme palanca que basculaba sobre un punto muy cercano a uno de sus extremos, del que pendía un enorme peso, que, al ser liberado, arrojaba el proyectil alojado en una honda suspendida del otro extremo. Al funcionar con un movimiento suave y progresivo, su estructura no sufría golpes, como le sucedía, por ejemplo, a la catapulta.

## Etimología
Del italiano buco, y este del latín, se refiere al ‘hueco’ o ‘boca’. Trabuco sería una derivación de ‘por la boca’, o ‘a través del hueco’, expresión que hace referencia tanto a su condición de arma de avancarga como a su boca acampanada.

## Construcción
El trabuco era una escopeta primitiva, siendo usado en roles similares. Aunque en varios relatos de ficción se menciona que el trabuco era cargado con chatarra menuda o grava, esto dañaría el cañón del arma; era habitualmente cargado con perdigones. Los cañones podían estar hechos de bronce o acero, pero su acampanamiento no era para incrementar la dispersión de los perdigones sino para facilitar la carga del arma. La boca acampanada es la característica definitoria de los trabucos, diferenciándolos de las carabinas de grueso calibre; la distinción entre el trabuco y el mosquetón es menos clara, ya que los mosquetones también podían cargarse con perdigones y algunos tenían la boca acampanada.  Los trabucos eran típicamente muy cortos, con cañones de una longitud menor a 60 cm, en una época en que el cañón de un mosquete medía más de 90 cm.  Una fuente que describe armas, de inicios hasta mediados del siglo XVII, indica que la longitud del cañón de un dragón con llave de rueda es de unos 28 cm, en comparación con los 41 cm de longitud de un trabuco.

## Empleo

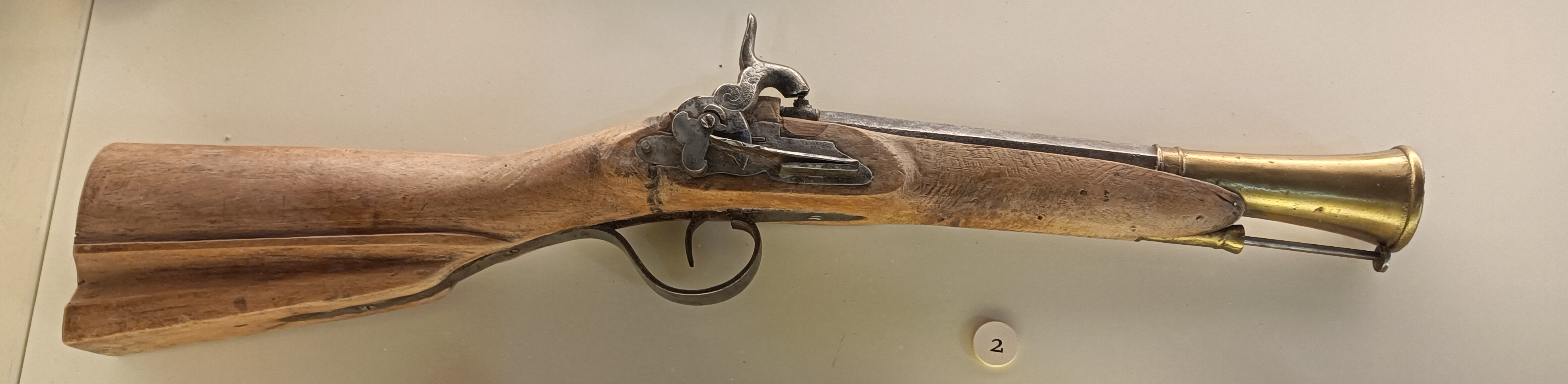
Trabuco en el Museo de San Carlos, en Mallorca.

Usada en el siglo XVIII, se carga por la boca del cañón y se dispara mediante una llave de chispa. Esta arma es la predecesora de la escopeta.
Generalmente se cargaba con una sola bala de plomo, pero también podía utilizarse con más de un proyectil; es decir, con balas de menor tamaño (perdigones). Esta arma no era muy precisa por naturaleza, y, aunque tuvo usos militares, se utilizaba, generalmente, para disparar a blancos múltiples en vez de a un solo objetivo en concreto. Durante el combate el arma era muy imprecisa, y rara vez acertaba en el blanco seleccionado, impactando en otros objetivos o en ninguno. Es por esto que esta arma era más útil en los abordajes, durante las batallas navales, donde el combate era a corta distancia. En el idioma inglés, trabuco (blunderbuss) llegó a
significar "persona tonta o torpe".
Para cargar el trabuco se procedía de la siguiente forma:
- Se introducía pólvora negra dentro del cañón, por la boca de este.
- Luego se la compactaba, presionándola contra el fondo del cañón con una baqueta.
- Se introducía la estopa por la boca del cañón para aprisionar la pólvora.
- Después se colocaba la bala o munición, dentro del propio cañón.
- Por último, había que poner pólvora fina en la cazoleta, que comunicaba el mecanismo de disparo con la carga propulsora a través del oído.
- De esta forma ya estaba listo para ser disparado. Al hacerlo, se esperaba que las chispas producidas por el pedernal prendiesen la pólvora, lo que muchas veces no sucedía (debido al humedecimiento de la pólvora).
- Una vez disparado, se reiniciaba el procedimiento de carga.

Como todas las armas de avancarga, el trabuco era muy lento de recargar debido a que se necesitaba compactar dos veces.